# Lauren Etame Mayer
Laureano Bisan-Etame Mayer (Londi Kribi, 19 de janeiro de 1977), conhecido apenas por Lauren, é um ex-futebolista camaronês que atuava como lateral-direito, campeão olímpico em Sydney 2000.

## Carreira
Após defender 4 clubes da Espanha (Utrera, Sevilla B, Levante e Mallorca) entre 1995 e 2000, Lauren teve grande passagem pelo Arsenal, onde ganhou títulos importantes, sendo o mais relevante a conquista da Premier League de 2003–04 de forma invicta, sendo o titular da lateral-direita dos Gunners.
Em janeiro de 2007, após 159 jogos pelo Arsenal, foi contratado pelo Portsmouth depois de ter seu nome especulado no West Ham United. Sua estreia pelo Pompey foi contra o Charlton Athletic, tendo atuado em outras 9 partidas. A contratação de Glen Johnson relegou o camaronês à reserva na temporada seguinte, atuando em 17 jogos no total (17 pela Premier League) e vencendo a Copa da Inglaterra de 2007–08, seu último título como jogador profissional.
Não foi utilizado em nenhuma partida do Portsmouth em 2008–09, ficando um ano procurando um novo clube. Voltou aos gramados em abril de 2010, no empate sem gols entre o Córdoba e o Huesca,[carece de fontes?] pela segunda divisão espanhola. Ao final do campeonato, Lauren anunciou sua aposentadoria aos 33 anos.

## Seleção Camaronesa
Representou a Seleção Camaronesa durante 5 anos, tendo disputado as Copas de 1998 (na única partida que disputou, contra o Chile, usou apenas o sobrenome na camisa e foi expulso após 6 minutos em campo após atingir violentamente Marcelo Salas) e 2002, a Copa das Confederações de 2001 e 2 edições da Copa das Nações Africanas (2000 e 2002, vencida pelos Leões Indomáveis).
Nos Jogos Olímpicos de Verão de 2000, fez o gol contra o Chile que levou Camarões à final. Na final, vencida sobre a Espanha nos pênaltis por 5 x 3, Lauren converteu a quarta cobrança.

## Vida pessoal
Lauren possui origens na Guiné Equatorial, de onde seus parentes fugiram da ditadura de Francisco Macías Nguema.

## Títulos
RCD Mallorca
- Supercopa da Espanha: 1998

Arsenal
- Premier League: 2001/02 e 2003/04
- Copa da Inglaterra (FA Cup): 2002, 2003 e 2005

Portsmouth
- Copa da Inglaterra: 2008

Camarões
- Jogos Olímpicos: 2000
- Copa das Nações Africanas: 2000 e 2002

Individual
- Melhor Jogador da Copa das Nações Africanas : 2000
- AFP Time do Ano: 2004